# Oligoneurus sinensis
Oligoneurus sinensis är en stekelart som beskrevs av He 2000. Oligoneurus sinensis ingår i släktet Oligoneurus och familjen bracksteklar. Inga underarter finns listade i Catalogue of Life.